# Acidente do Beechcraft King Air prefixo PP-SZN em 2018
O acidente do Beechcraft King Air prefixo PP-SZN ocorreu no dia 29 de julho de 2018 no Aeroporto Campo de Marte, em São Paulo. Cinco passageiros e dois tripulantes estavam na aeronave. O piloto morreu no local e os outros seis ocupantes ficaram feridos.

## Aeronave
O avião envolvido no acidente era um bimotor turboélice, modelo Beechcraft King Air C90GTI, fabricado em 2008, de prefixo PP-SZN e n.º de série LJ-1910, com capacidade máxima para sete passageiros. Pertencia à empresa catarinense Videplast, o certificado de aeronavegabilidade e inspeções de manutenção estavam dentro da validade.

## Acidente
O voo saiu do aeródromo de Videira, em Santa Catarina, às 15h30 (horário de Brasília), com destino ao Aeroporto Campo de Marte, na cidade de São Paulo, no estado do São Paulo. Informações preliminares deram conta que a tripulação tentou o pouso uma vez, não tendo certeza de que o trem de pouso estava estendido. Em seguida, pediu à torre de controle que confirmasse, visualmente, se o trem de pouso estava na posição correta para o pouso. Depois, tentou o pouso novamente e arremeteu. Na terceira tentativa, por volta das 18h10, teria ocorrido o acidente. Na queda, a aeronave se incendiou, ficando na posição invertida, mas não se desintegrou, ficando a sua fuselagem inteira e tendo ficado visível que os trens de pouso estavam estendidos, voltados para cima. O incêndio foi controlado pela brigada do Campo de Marte, que já estava a postos ao lado da pista, aguardando o pouso, assim como as equipes de resgate, que prontamente encaminharam as vítimas para atendimento médico.

## Vítimas
- Geraldo Denardi, fundador da empresa Videplast
- Nereu Denardi, irmão de Geraldo e também fundador da empresa
- Enzo, filho de Nereu
- Aguinaldo Nunes, funcionário da empresa
- Agnaldo Crippa, funcionário da empresa
- Benê Souza, copiloto
- Antonio Traversi, piloto (vítima fatal)